# Henry Fox Talbot
William Henry Fox Talbot, född 11 februari 1800 i Melbury Abbas i Dorset, död 17 september 1877 i Lacock i Wiltshire, var en brittisk uppfinnare på fotografins område.

## Biografi
Talbot blev medlem av Royal Society 1831, och var parlamentsledamot 1832-1834. Han gjorde 1834 försök att på kemisk väg fixera den optiska bilden i camera obscura och använde därtill ett med silverklorid överdraget papper. På grund av silverkloridens relativt ringa ljuskänslighet kröntes hans försök emellertid inte av någon större framgång. Han tilldelades Royal Medal 1838 och Rumfordmedaljen 1842. 
Då tidningarna i januari 1839 började beskriva Daguerres uppfinning, daguerrotypin, offentliggjorde Talbot, som då ännu icke kände några detaljer av Daguerres uppfinning, i Royal Society en avhandling Some account of the art of photogenic drawing, or the process by which natural objects may be made delineate themselves without the aid of the artists pencils. 1841 uttog han patent på ett förfarande, som han kallade kalotypi, men som oftast benämns talbotypi. 
Talbot publicerade 1844 The pencil of nature, som illustrerades av 12 fotografiska bilder på papper, framställda enligt det av honom uppfunna förfarandet. Det innehöll avbildningar av arkitektur, landskap, skulpturverk etc. och var ett av de första på rent fotografisk väg illustrerade arbetena. 1852 upptäckte Talbot ljuskänsligheten hos en blandning av kaliumdikromat och gelatin och stödde därpå förfaranden för fotografisk ståletsning och kopparetsning. Talbots uppfinningar har varit av utomordentligt stor betydelse i fotografins utveckling.

## Utmärkelser
Asteroiden 3151 Talbot är uppkallad efter honom.